# José Amadeo Conte Grand
José Amadeo Conte Grand (San Juan, 25 de mayo de 1918-ibídem, 22 de noviembre de 1997) fue un abogado y político argentino, perteneciente al Partido Justicialista. Se desempeñó como ministro en la provincia de San Juan, subsecretario del Ministerio del Interior de la Nación, diputado nacional entre 1948 y 1952, embajador en Bolivia entre 1952 y 1955, y embajador en Brasil en 1955.

## Biografía
Era hijo de Héctor Conte Grand, de familia de origen piamontés, y Delia Jufré, de ascendencia española, quien tenía entre sus antepasados al hermano de Juan Jufré y a la hermana de Francisco Narciso de Laprida. Tuvo nueve hermanos.
Estudió en la Facultad de Ciencias Jurídicas y Sociales de la Universidad Nacional de La Plata. En 1942 fundó el estudio de abogados que lleva su apellido. Fue profesor de derecho internacional en la Universidad Católica de Cuyo.
Fue subsecretario y secretario general del gobierno de la provincia de San Juan en 1944 y secretario general en la intervención en la provincia de Entre Ríos en 1945. Ese mismo año fue designado subsecretario del Ministerio del Interior de la Nación. En dicha función, tuvo a cargo la organización de las elecciones presidenciales de 1946.
En 1946 fue designado Ministro de Reconstrucción de la Provincia de San Juan por el gobernador Juan Luis Alvarado, entidad creada por los daños causados por el terremoto de 1944. En 1947 fue representante del gobierno provincial en el directorio del Banco San Juan.
Miembro del Partido Peronista, entre 1948 y 1952 fue diputado nacional por San Juan. Posteriormente fue embajador en Bolivia entre 1952 y 1954, y embajador en Brasil por pocos meses en 1955, renunciando tras el golpe de Estado de la autodenominada Revolución Libertadora, siendo detenido por unos meses a su regreso a la Argentina. Luego se convirtió en abogado de presos políticos.
Entre 1969 y 1971 integró el gabinete del interventor federal de facto de San Juan José Augusto López como ministro de gobierno. Fue candidato a gobernador en las elecciones provinciales de 1987, siendo acompañado por Luis Alberto Martínez como candidato a vicegobernador. La fórmula quedó en tercer lugar tras el Partido Bloquista y la Unión Cívica Radical.
En la década de 1990 ocupó cargos en el justicialismo sanjuanino, llegando a presidir el PJ provincial. Falleció en 1997.
Desde 2007 un centro cultural en la ciudad de San Juan lleva su nombre.

## Condecoraciones
- 1955:  Cóndor de los Andes en el grado de Gran Cruz (Bolivia).[13]